# Râul Gruiu, Vedea
Râul Gruiu este un curs de apă, afluent al râului Vedița. 